# Копальня Гінгко
Копальня Гінгко – колишнє гірничодобувне підприємство на півдні Австралії. 
Видобуток на родовищі титан-цирконієвої сировини Гінгко стартував в грудні 2005 року. Розробка велась відкритим способом за допомогою технології рухомого ставка. Важка техніка вирила котлован, який заповнили водою для розміщення фрезерного земснаряду "Amanda II" (раніше процював у Західній Австралії). В процесі вибірки руди земснаряд рухався уперед, при цьому розкривні породи (які продовжувала знімати наземна техніка) та відходи збагачення переміщувались у задню частину ставка, що забезпечувало його рух по полосі пісків з підвищеним вмістом важких мінералів. Враховуючи ширину полоси, її розробку запланували у два проходи ставка.  
Із земснаряду руда подавалась на плавучу збагачувальну фабрику, яку розмістили на кількох понтонах. Тут відбувалось гравітаційне вилучення суміші важких мінералів, після чого отриманий концентрат проходив через розміщений на Гінгко модуль магнітної сепарацї, що продукував ільменітовий та низькомагнітний (переважно рутил-цирконовий з певним вмістом ільменіту та лейкоксену) концентрати. За допомогою автотранспорту останній відправляли для додаткової переробки на завод сепарації у Брокен-Гілл. Також можливо відзначити, що через модуль магнітної сепарації Гінгко проходила продукція сусідньої копальні Снаппер.
За проектом розробки з Гінгко повинні були вилучити 145 млн тонн руди, середній вміст важких мінералів у якій складав біля 2,9%. 
В 2002 та 2023 роках з Гінгко вилучили по 7,25 млн тонн руди, що дозволило отримати 153 та 114 тисяч тонн концентрату важких металів відповідно (при цьому обсяги переміщення розкривних порід складали 9,5 та 1,2 млн м3 відповідно). План на 2024 рік передбачав видобуток останніх 2,3 млн тонн руди, після чого копальня переходила у стадію реабілітації.
На другому етапі розробки Гінгко почали використовувати для захоронення низькорадіоактивних (через вміст монациту) залишків переробки концентрату, що надходили з заводу сепарації у Брокен-Гіллі. Їх розміщували у задній частині ставка, яка в процесі розробки постійно заповнювалась. Враховуючи, що середня товщина розкривних порід на Гінгко становить 30 метрів, радіоактивні матеріали опинялись під шаром грунту товщиною біля 35 метрів. 
Розробку родовища титан-цирконієвих пісків організувала компанія BeMaX Resources NL, що належала до групи саудійської компанії National Titanium Dioxide Company Ltd (Cristal). В 2019-му саудійці продали свій титановий бізнес американській корпорації Tronox.